# 総督
総督（そうとく）は、集団や領域の統率者（特に軍権を持つ者）のこと。またその職名。日本語での原義は中国史における明・清代の地方長官の職名に由来するが、ローマ帝国の "rector provinciae" や イギリス帝国の "governor" など、君主や本国政府によって任命された、占領地や植民地における最高統治者の定訳として用いられることが多い（一方で選挙などを経て住民によって選ばれる場合は知事と訳される）。以下、日本語で総督とされるものを挙げる。 
1. 中国の明清代の地方長官の役職名。直隷総督や四川総督など。
2. 日本において幕末から明治初期にかけての軍司令官の役職名。禁裏御守衛総督、東征大総督など。
3. 諸国における海外領土や植民地の統治を行う地方長官に対する訳語の一つ。特に君主や中央政府（本国政府）によって任命されたものを指す。
  - 大日本帝国の植民地長官の役職名。台湾総督、朝鮮総督など。
  - ローマ帝国の属州総督（レクトル・プロウィンキアエ、rector provinciae）。
  - 東ローマ帝国の占領地の地方長官エクザルフ（Exarch）。
  - イギリス帝国の植民地長官ガバナー（Governor）。ニューヨーク総督（英語版）やジャマイカ総督など。ただし、自治植民地など民主的に選ばれる場合は知事とも訳される。
  - スペイン帝国やポルトガル海上帝国の植民地長官ゴベルナドール（Governador,Governador）。フィリピン総督やマカオ総督（中国語版、英語版）など。
  - フランス帝国の植民地長官ガバヌーア（Gouverneur）。ヌーベルフランス総督など。
  - ドイツ帝国またはナチス・ドイツにおける占領地の長官ライヒスコミッサール（Reichskommissar）の訳語の1つ。ポーランド総督など。
  - ハンガリー王国下のクロアチアのバン（bán）。
  - ラテン語に由来するヴァイスロイ（Viceroy）の訳語の1つ。直訳では副王。
4. 諸国における本国領内における地方長官に対する訳語の一つ。太守や知事とも訳される。
  - ペルシア帝国の地方長官サトラップ（xšaçapāvan）。元は征服地における長官であったが、地方長官職の名前として定着した。
  - オスマン帝国をはじめとするイスラム世界での地方長官ワーリー（Wāli）。
  - オランダのネーデルラント連邦共和国時代における各州の首長を現すスタッドハウダー（stadhouder）の訳語の一つ。オランダ総督。
5. イギリス連邦の植民地や自治領（ドミニオン）のガバナー・ジェネラル（Governor-General）。カナダ総督やオーストラリア総督など。
6. スペイン帝国において新大陸に派遣されたコンキスタドールに与えられた称号アデランタード（Adelantado）の訳語の1つ（辺境総督）。
7. イタリアの都市国家（ベネチア共和国、ジェノバ共和国）における国家元首を指すドージェ（Doge）の訳語の1つ。
8. イギリスのロード・レフテナント（Lord Lieutenant）の訳語の1つ。通常の訳は統監だが、アイルランド総督の例がある。
9. フランス軍において首都パリの防衛を担う最高指揮官職。パリ軍事総督（Gouverneur militaire de Paris）。

## 中国
中国の「総督」とは、国内の地方長官のことである。同時期の地方長官である巡撫が一省程度を管轄したのに対し、総督は複数省の軍民両政を執りしきった。明には国難があった時に柔軟に対応するための臨時官（宣大総督・陝西三辺総督など）であったが、この官職名を継承した清は常設官として大権を与えた。また、清ではこれら通常の総督の他に、特命大臣的な総督（河道総督・漕運総督など）も配置した。清朝末期になると地方行政を一手に担う総督の中には中央朝廷より実力を持つ者も出始めた（曽国藩・李鴻章・袁世凱 等）。

### 清の総督(uheri kadalara amban)
- 直隷総督（直隷省・河南省・山東省の総督）
- 両江総督（江南省（現在の江蘇省・安徽省）・江西省の総督）
- 両広総督（広東省・広西省の総督）
- 閩浙総督（福建省・浙江省・台湾省の総督）
- 雲貴総督（雲南省・貴州省の総督）
- 湖広総督（湖広省（現在の湖北省・湖南省）の総督）
- 陝甘総督（陝西省・甘粛省の総督）
- 四川総督（四川省の総督）
- 東三省総督（東三省（現在の遼寧省・吉林省・黒竜江省）の総督）
- 河道総督（河川工事の専門官）
- 漕運総督（漕運（租税としての穀物を運河等を利用して首都に運搬する事）の総責任者）

## 日本
日本でも歴史的には、下関条約調印後、1895年から1945年の間台湾総督府を、日韓併合条約調印後、1910年から1945年の間朝鮮総督府を、それぞれ設置したことがある。香港を占領した日本軍は、イギリスの香港政庁に代わる香港占領地総督部を1942年から1945年の間設置した。

また明治初期の地方裁判所の長官にあたる職位に総督という呼称を用いたこともある。

## 東ローマ帝国

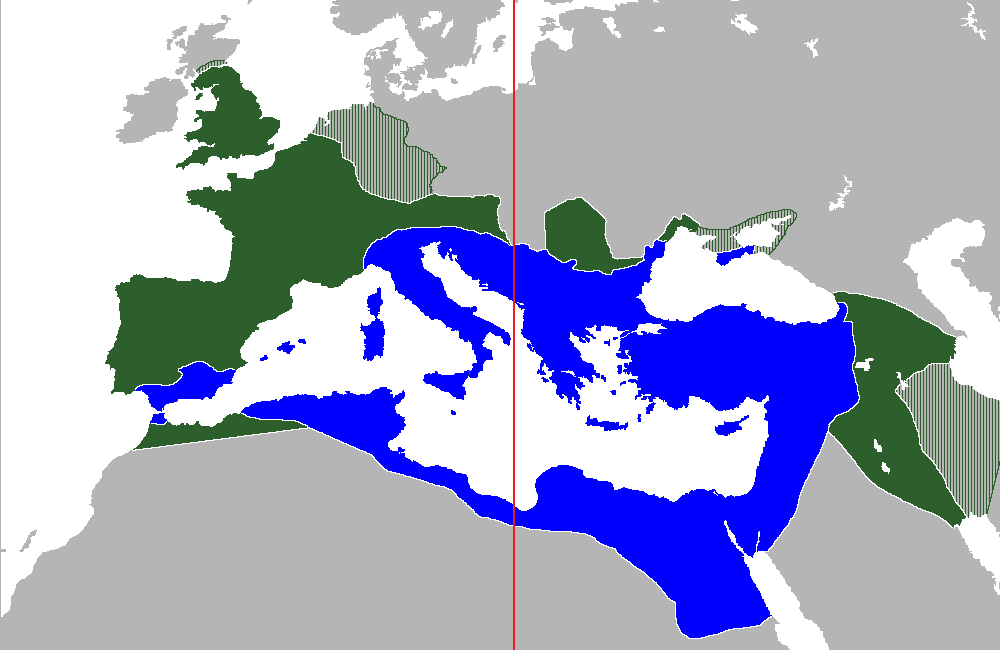
ユスティニアヌス1世時代の東ローマ帝国（青色部分）。青色と緑色部分はトラヤヌス時代のローマ帝国。赤線は東西ローマの分割線。

東ローマ帝国では、6世紀末に総督職（ギリシア語: ἔξαρχος, 英語: Exarchates,　古典ギリシャ語再建音：エクサルコス、現代ギリシャ語：エグザルホス）が設けられた。総督は「地方大守」と訳される事もある。
476年の西ローマ帝国の滅亡後も、東ローマ帝国は古代末期には安定した状態を維持し、領土拡張を行う能力を保持していた。ユスティニアヌス1世の再征服の間に、北アフリカ・イタリア・ダルマチア・スペインが、東ローマ帝国の版図に入った。この領土拡張は帝国の限られた資源にとり途方も無い重圧となり、征服事業にかかった軍事費は東ローマ帝国の国家財政の破綻の要因ともなった。しかしながらユスティニアヌス帝の後継者である東ローマ皇帝たちは、再征服された領土を放棄して重圧を免れる方策を採らなかった。この経緯により、地方の変化に恒常的に対処する総督府（英語: Exarchates）が設置される事になる。
ローマは早々に見放されたが、6世紀末の皇帝マウリキウスによってラヴェンナと北アフリカのカルタゴに総督府が設けられ、東ローマ帝国は版図の維持に努めた。
ディオクレティアヌスによる専制君主制の強化により、属州の行政権と軍事権は別々の系統に属しており、総督も当初は軍の最高指揮官として置かれた。しかし徐々に臨戦体制強化のために行政権も握るようになった。軍事指揮官に行政権も与えて権限を集中させる傾向は、後のテマ制（軍管区制）へとつながっていく。総督は皇帝の代理だけでなくコンスタンティノープル総主教の代理としての役割も果たした。カルタゴ総督府は7世紀にウマイヤ朝によって、ラヴェンナ総督府は8世紀にランゴバルド王国によって陥落し、東ローマ帝国からは失われていった。

## オランダ
16世紀～18世紀のネーデルラント連邦共和国（オランダ）では、各州の議会あるいは連邦議会により、州の首長として総督（Stadtholder；「統領」とも訳される）が任命された。事実上、君主に近い地位であり、後のオランダ王家であるオラニエ＝ナッサウ家の一族がほとんど世襲していた。

## イギリス
イギリスの歴史（特にイギリス帝国時代）において海外領土や植民地の地方長官を指す場合のガバナー（Governor）やガバナー・ジェネラル（Governor-General）が一般に総督と訳される。ガバナー自体は統治者の意味で単に組織や統治機関の長を意味するが（刑務所長や雇用主など）、総督と訳す場合は国王や本国政府によって任命された植民地や自治領（ドミニオン）の長官を基本的に指す（勅任総督）。対して自治植民地のような住民によって民主的に選ばれた場合のガバナーは知事と訳されることもある。
また、各植民地や自治領の自治権拡大や独立後に成立したイギリス連邦各国における、イギリス王室の名代である名誉職としてのガバナー・ジェネラルも総督と訳される。詳細は総督 (ガバナー・ジェネラル)を参照。
植民地における総督は王室の直轄領を指す王冠植民地によるものが典型例であり、総督は君主に任命され、現地で執務を行った。その権限は時代や場所によって異なるが、一般には現地人からなる植民地議会（参事会）が存在し、それと協調して行政を行った。一般に総督というと任地の政治一切を専横することが可能だったと思われているが、実際には立法権や予算支出権を持つ議会の掣肘を受けることが多かった。対する総督も議会の解散権で対抗することがあった。また実質的な職務は現地に精通した総督代理（Resident、理事官や弁理公使とも）が行うことも珍しくなかった。
領主植民地では、本国に在住する領主が現地での執務者として代官を任命する場合、代理総督（Deputation governor）や副総督（Lieutenant governor）という名称の役職を用いた。
18世紀の、いわゆるカリブの海賊の文化においては、しばしば置き去り刑の婉曲表現として「（無人の）島の総督への任命」（"made governor of an island"）というものがあった。

## ドイツ
ドイツ帝国時代、海外のドイツ植民地やヘルゴランド島の統治者として「ドイツ語: Reichskommissar」が派遣された。この役職は海外統治だけではなく、特定の政治問題担当者にも任じられるが、植民地や占領地の統治者であるReichskommissarは「総督」と訳されることも多い。
ナチス・ドイツ時代には占領地の統治に当たるReichskommissarが、東部占領地域（ウクライナ、バルト三国）や西ヨーロッパに設置された。またポーランドのうち、ドイツに併合されなかった部分には「ドイツ語: Generalgouverneur」であるハンス・フランクのポーランド総督府が支配に当たった。また形式上ドイツの保護領となったチェコ（ベーメン・メーレン保護領）においては、「ドイツ語: Reichsprotektor」が行政のトップとされた。これらの役職もそれぞれ総督と訳されることが多い。

## 各国の総督一覧

### アメリカ合衆国
- フィリピン総督
- パナマ運河地帯総督

### イギリス
- イギリス帝国
  - インド総督
  - 英領セイロン総督
  - シンガポール総督
  - 香港総督
  - アデン総督（英語版）
  - アイルランド総督
    - アイルランド総督 (ロード・デピュティ)
    - アイルランド総督 (ロード・レフテナント)

  - 北アイルランド総督
  - ベルファスト総督
  - キプロス総督
  - 英領マルタ総督
  - ケニア植民地総督（英語版）
  - ナイジェリア総督
  - ニヤサランド植民地総督（英語版）
  - 北ローデシア総督（英語版）
  - 南ローデシア総督（英語版）
  - ローデシア・ニヤサランド連邦総督（英語版）
  - ウィンドワード諸島総督（英語版）
  - 西インド連邦総督（英語版）
  - コネチカット植民地総督
  - サウスカロライナ植民地総督
  - ジョージア植民地総督
  - ニュージャージー植民地総督
  - ニューハンプシャー植民地総督
  - ペンシルベニア植民地総督
  - マサチューセッツ植民地総督
  - メリーランド植民地総督
  - フロリダ植民地総督
- イギリス連邦
  - アンティグア・バーブーダ総督
  - オーストラリア総督
    - クイーンズランド州総督
    - タスマニア州総督
    - 西オーストラリア州総督
    - ニューサウスウェールズ州総督
    - ノーザンテリトリー行政官
    - ビクトリア州総督
    - 南オーストラリア州総督

  - カナダ総督
  - グレナダ総督
  - ジャマイカ総督
  - セントクリストファー・ネイビス総督
  - セントビンセント・グレナディーン総督
  - セントルシア総督
  - ソロモン諸島総督
  - ツバル総督
  - ニュージーランド総督
  - バハマ総督
  - パプアニューギニア総督
  - ベリーズ総督
- 旧英連邦王国
  - アイルランド自由国総督
  - インド連邦総督
  - セイロン総督
  - トリニダード・トバゴ総督
  - パキスタン総督
  - バルバドス総督
  - フィジー総督（英語版）
  - マルタ総督
  - 南アフリカ連邦総督
  - モーリシャス総督
- イギリスの海外領土
  - アンギラ総督（英語版）
  - ヴァージン諸島総督（英語版）
  - ケイマン諸島総督（英語版）
  - ジブラルタル総督
  - セントヘレナ総督（英語版）
  - タークス・カイコス諸島総督（英語版）
  - バミューダ総督（英語版）
  - ピトケアン総督
  - フォークランド諸島総督（英語版）
  - モントセラト総督（英語版）

### オランダ
- オランダ総督
- 東インド総督

### ポルトガル
- アンゴラ総督（英語版）
- ポルトガル領インド総督（英語版）
- マカオ総督（中国語版）
- モザンビーク総督（ポルトガル語版）

### スペイン
- テキサス植民地総督
- フィリピン総督
- ニューメキシコ総督（英語版）
- ネーデルラント総督（英語版）
- ルイジアナ植民地総督

### 大日本帝国
- 朝鮮総督
- 台湾総督
- 香港占領地総督

### フランス
- インドシナ総督
- アルジェリア総督
- 西アフリカ総督（英語版）
- 赤道アフリカ総督（英語版）
- マダガスカル総督